# Cantonul Mérignac-2
Cantonul Mérignac-2 este un canton din arondismentul Bordeaux, departamentul Gironde, regiunea Aquitania, Franța.

## Comune
- Martignas-sur-Jalle
- Mérignac (parțial, reședință)
- Saint-Jean-d'Illac